# Santiago Ventura
Santiago Ventura Bertomeu (Castellón, 1980. január 5.) spanyol hivatásos teniszező. Elsősorban salakos pályán volt eredményes. Egyéniben egy, párosban öt ATP-torna döntőjében győzött. Emellett három elveszített páros-döntőben szerepelt.

## ATP-döntői

### Egyéni
| Összesítés                                            | Összesítés |
| ----------------------------------------------------- | ---------- |
| Grand Slam-torna                                      | (0)        |
| ATP World Tour Masters 1000 / ATP Masters Series      | (0)        |
| ATP World Tour 500 Series / International Series Gold | (0)        |
| ATP World Tour 250 Series / International Series      | (1)        |
| ATP World Tour Finals / Tennis Masters Cup            | (0)        |

#### Győzelmei (1)
| No. | Dátum           | Helyszín   | Borítás | Ellenfél       | Eredmény a döntőben |
| 1.  | 2004. május 17. | Casablanca | Salak   | Dominik Hrbatý | 6–3, 1–6, 6–4       |

### Páros

#### Győzelmei (5)
| No. | Dátum             | Helyszín     | Borítás | Partner           | Ellenfelei a döntőben         | Eredmény a döntőben |
| 1.  | 2005. január 31.  | Viña del Mar | Salak   | David Ferrer      | Gastón Etlis Martín Rodríguez | 6–3, 6–4            |
| 2.  | 2005. február 21. | Acapulco     | Salak   | David Ferrer      | Jiří Vaněk Tomáš Zíb          | 4–6, 6–1, 6–4       |
| 3.  | 2008. május 18.   | Casablanca   | Salak   | Albert Montañés   | James Cerretani Todd Perry    | 6–1, 6–2            |
| 4.  | 2008. január 10.  | Chennai Open | Kemény  | Marcel Granollers | Lu Yen-hsun Janko Tipsarević  | 7–5, 6–2            |
| 5.  | 2010. május 8.    | München      | Salak   | Oliver Marach     | Eric Butorac Michael Kohlmann | 5–7, 6–3, [16–14]   |

#### Elvesztett döntői (3)
| No. | Dátum                | Helyszín        | Borítás | Partner           | Ellenfelei a döntőben            | Eredmény a döntőben |
| 1.  | 2008. február 11.    | Costa do Sauípe | Salak   | Albert Montañés   | Marcelo Melo André Sá            | 6–4, 2–6, [7–10]    |
| 2.  | 2009. február 16.    | Buenos Aires    | Salak   | Nicolás Almagro   | Marcel Granollers Alberto Martín | 3–6, 7–5, [8–10]    |
| 3.  | 2010. szeptember 26. | Bukarest        | Salak   | Marcel Granollers | Juan Ignacio Chela Łukasz Kubot  | 6–2, 5–7, [13–11]   |

## Külső hivatkozások
- Santiago Ventura profilja az ATP oldalán (angolul)
- Ventura aktuális mérkőzései
- Ventura helyezései a világranglistán